# Таранець Валентин Григорович
Таранець Валентин Григорович (*7 червня 1938 року, с. Писарщина, Полтавська область — 17 жовтня 2019 року, Одеса) — український філолог. Доктор філологічних наук, професор.

## Освіта
1955 р. — Криворудська середня школа Полтавської області,
1962 р. — факультет романо-германської філології Одеського державного університету імені І. І. Мечникова, спеціальність — філолог, викладач німецької мови, української мови та літератури;
1972 р. — кандидат філологічних наук (захистив дисертацію у Ленінградському університеті). Тема роботи: «Оклична інтонація в сучасній німецькій мові (експериментально-фонетичне дослідження)», спеціальність 10.663 — германські мови), науковий керівник проф. Зіндер Л. Р.
1983 р. — доктор філологічних наук (захист при кафедрі загального мовознавства Київського національного університету імені Тараса Шевченка), тема дисертації: «Енергетична структура мовленнєвих одиниць» (спеціальність 10.02.19 — загальне мовознавство).
Науковий ступінь і звання: доктор філологічних наук, професор.

## Трудова діяльність
З 1962 до 1998 рр. — Одеський національний університет імені І. І. Мечникова (посади: викладач німецької мови, завідувач кафедри німецької філології (1973–1997 роки), декан факультету романо-германської філології (1978–1986 рр.);
З 1998 до 2013 рр. — Одеська юридична академія (завідувач кафедри іноземних мов), Одеський регіональний інститут державного управління Національної академії державного управління при Президентові України (завідувач кафедри української та іноземних мов, професор), Миколаївський національний університет імені В. О. Сухомлинського (завідувач кафедри німецької філології та перекладу);
З 2013р. по 2019р.  — професор кафедри германських та східних мов Міжнародного гуманітарного університету (м. Одеса).
Професор В.Г. Таранець помер 17 жовтня 2019 року в Одесі. Його поховано в Одесі, на Таїровському цвинтарі.

## Наукова діяльність
Вийшло з друку понад 160 наукових та навчально-методичних праць, серед них такі монографії:
- Таранець В. Г. Походження поняття числа і його мовної реалізації (до витоків індоєвропейської прамови). Видання друге, перероблене і доповнене. — Одеса: «Астропринт», 1999. — 116 с.
- Таранець В. Г. Арії. Слов'яни. Руси: Походження назв Україна і Русь. Монографія. — Одеса: ОРІДУ НАДУ, 2004. — 296 с.
- Таранець В. Г. Діахронія мови: Збірка статей / За заг. ред. проф. Л. М. Голубенко. — Одеса: «Друкарський дім», 2008. — 232 с.
- Таранець В. Г. Трипільський субстрат: Походження давньоєвропейських мов. — Монографія. — Одеса: ОРІДУ НАДУ, 2009. — 276 c.
- Taranec, Valentin G. Energietheorie des Sprechens. Neubearbeitung des russischen Originals // Studia et exempla linguistica et philologica. Series II: Studia minora, Tom 5, Editor: Klaus Trost. — S.Roderer Verlag Regensburg, 1997. — 90 S.
- Таранець В. Г. Українці: етнос і мова. - Монографія. - Одеса: ОРІДУ НАДУ, 2013. - 364 с.
- Таранец В. Г. Энергетическая теория речи: Монография. 2-е изд. доп.- Одесса: Печатный дом, 2014. - 188 с.
- Таранець В. Велесова книга (історико-лінгвістичне дослідження): Монографія.  – Одеса: КП ОМД, 2015. - 173 с.

## Сфера інтересів
- фонологія та фонетичні закони
- етимологія слів у слов'янських та германських мовах
- походження етнонімів
- порівняльно-історичне дослідження індоєвропейських мов.